# Keepsake (album)
Keepsake è il primo album in studio della cantautrice australiana Hatchie, pubblicato il 21 giugno 2019.

## Promozione
A maggio 2019 Hatchie ha annunciato un tour nordamericano a supporto dell'album, previsto per l'autunno successivo.

## Tracce
1. Not That Kind – 3:50
2. Without a Blush – 4:59
3. Her Own Heart – 3:55
4. Obsessed – 5:14
5. Unwanted Guest – 4:56
6. Secret – 4:04
7. Kiss the Stars – 4:11
8. Stay with Me – 4:55
9. When I Get Out – 4:33
10. Keep – 4:37

## Classifiche
| Classifica (2019) | Posizione massima |
| ----------------- | ----------------- |
| Australia         | 25                |